# Nils Torell
Nils Otto Torell, född 4 januari 1902 i Hammars församling, Örebro län, död 25 januari 1957 i Stockholm, var en svensk bilbesiktningsman och motorsportman. Han var en av Sveriges främsta backförare på motorcykel. Han var bror till Hans och Sven Torell.
Torell, som var son till direktör Otto Torell och Dagmar Boklund, avlade studentexamen 1923 och utexaminerades som civilingenjör 1930. Han var assistent hos professor Waloddi Weibull vid Kungliga Tekniska högskolan 1930–1932, blev tjänsteman i Brandförsäkrings AB Norrland 1932 och i Thulebolagen sedan 1936.
Torell körde FN till 1927, därefter AJS, och vann nordiska mästerskapet i B-klassen 1925 samt i lag 1927. Även som landsvägsförare vann han många framgångar, såväl med motorcykel som bil. Bland annat blev han prickfri i Shellkannans soloklass 1925, vann samma tävling 1927 och 1929 (tvåa 1928) samt Majtävlingen 1929, i vilken han blev prickfri 1927. Han införde tillsammans med Folke Mannerstedt den vetenskapliga trimningen av motorer för isbanelopp och var även tävlingsledare. Under senare år tävlade han framgångsrikt i jaktskytte.